# Jacques Gilles Henri Goguet
Pour les articles homonymes, voir Goguet.
Jacques Gilles Henri Goguet, né le 11 mars 1767 à La Flotte en Aunis et mort assassiné le 21 avril 1794 à Bray, dans l'Aisne, est un général de la Révolution française.

## Biographie
Jacques Gilles Henri Goguet est le fils de Jacques Goguet, négociant, et de Françoise Paule Nassivet. Il est le cousin de Denis Goguet.
Docteur en médecine de l’université de Montpellier et faisant partie de la Garde nationale de cette ville en 1789, il entre comme volontaire au 1er bataillon de volontaires de l’Hérault le 26 juin 1792. En août de la même année, il devient le commandant de ce bataillon et le 6 novembre, il a un cheval tué sous lui à la bataille de Jemappes. Le 27 mars 1793, il avertit le représentant Delacroix de la trahison de Dumouriez et il est félicité par la Convention le 6 avril.
Goguet est promu général de brigade à l’armée des côtes de Cherbourg le 15 mai 1793, et le 30 juin, il est employé à l’armée des Pyrénées-Orientales. Le 19 août, il commande la 1re brigade de la 1re division de cette armée et le 16 septembre suivant, il commande le camp de Salces. Il rejoint l’armée du Nord le 5 janvier 1794. Il est nommé général de division le 4 février 1794 et commandant de l’armée intermédiaire à Guise. Il est assassiné près de Bray le 21 avril 1794 par un de ses soldats.

## Sources
- (en) « Generals Who Served in the French Army during the Period 1789 - 1814: Eberle to Exelmans »
- Étienne Charavay, Correspondance général de Carnot, tome 3, 1897.
- Docteur Robinet, Jean-François Eugène et J. Le Chapelain, Dictionnaire historique et biographique de la révolution et de l'empire, 1789-1815, volume 2, Librairie Historique de la révolution et de l’empire, 886 p. (lire en ligne), p. 69
- (pl) « Napoléon.org.pl »
- Georges Six, Dictionnaire biographique des généraux & amiraux français de la Révolution et de l'Empire (1792-1814), Paris : Librairie G. Saffroy, 1934, 2 vol., p. 511